# Сельджуки

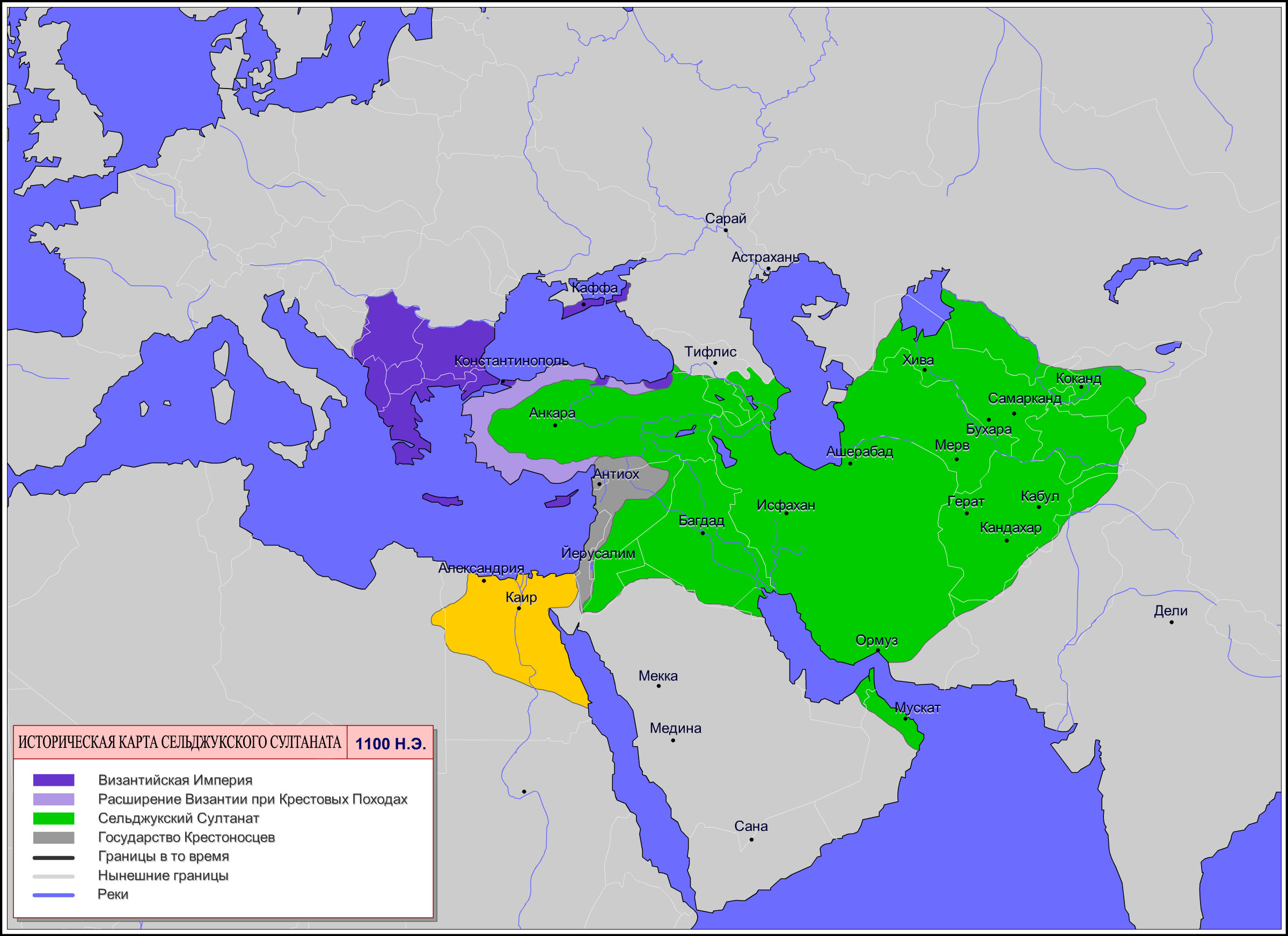
Схема Сельджукского султаната

Сельджу́ки (туркм. Seljuklar; азерб. Səlcuqlar; тур. Selçuklular; перс. سلجوقيان; араб. السلاجقة) — ветвь исламизированных огузов-туркмен, первоначально жившая в районе Сырдарьи.
Сельджуки получили своё название по имени Сельджука, предводителя огузо-туркменского племени кынык, объединившего несколько других огузо-туркменских племён и поселившегося, по преданию, в 955 году в Дженде, находившемся на территории современного Казахстана.
Единовластными султанами сельджуков были внук Сельджука Тогрул-бег (1035, 1058—1063), его правнук Алп-Арслан (1063—1072), а также Мелик-шах I (1072—1092), Султан Санджар (1118—1157).

## Происхождение
Существует несколько версий происхождения сельджуков. Махмуд аль-Кашгари в своём энциклопедическом словаре тюркского языка «Диван лугат ат-турк», написанном в 1074 году, отмечает, что султаны (вероятнее всего, сельджукские) происходят из огузского (туркменского) племени кынык:
Огуз — одно из тюркских племён (кабиле), они же туркмены. Они состоят из 22 родов (батн). <…> Первый и основной (род) их — Кынык. Из этого рода султаны в наше время.
Хивинский хан и историк XVII века Абу-л-Гази в своём историческом труде «Родословная туркмен» также указывает на то, что родоначальник династии Сельджук происходил из огузского племени кынык.
Российский и советский историк и востоковед, академик В. В. Бартольд указывает на то, что династия является по происхождению туркменской:
«Благодаря политическому значению Сельджукской династии мы располагаем о народе, из которого она вышла, — туркменах — более подробными сведениями, чем о всех других тюркских народах в Средние века».
Э. Блоше и Неджип Асим являются сторонниками монгольского происхождения сельджуков. По их мнению, сельджукская группировка образовалась из нирун-монгольского племени салджиут. Сельджукиды, по мнению Н. Асима, являются выходцами из кереитов или найманов, исповедовавших христианскую религию. Основателем этой династии был Сельджук (Салджик, Салчик), находившийся, по одной из версий, на службе у одного из тюрко-монгольских правителей Центральной Азии.
По мнению 3.-В. Тогана и Д. М. Данлопа, сельджукская группировка происходит из хазарских тюрок. Династия, стоявшая во главе этого объединения, согласно данной версии, вышла из среды огузских племён.
Г. Вейль считал, что основатель династии Сельджукидов находился вначале на службе у «киргизского» правителя по имени Бейгу. Аналогичной точки зрения придерживается К. Брокельман, считающий сельджуков выходцами из «киргизских» степей.

## История
Около середины X века Сельджук ушёл в пределы Мавераннахра, а оттуда — в низовья Сырдарьи вместе «со своим племенем и поданными», где принял ислам. Сельджук направил в Бухару, в помощь саманидскому правителю Нуху ибн Мансуру, военный отряд под командованием своего сына, Исраила. Благодаря этому Саманидам удалось вернуть столицу своего государства. В конце X века Мавераннахр был покорён вождями тюрок-караханидов, вторгшихся сюда из Семиречья и Кашгара. Саманидское государство, раздираемое острыми социальными противоречиями, рухнуло под ударами завоевателей.
В первой трети XI века сельджукское племенное объединение распалось на несколько самостоятельных группировок. Первая из них под главенством Мусы, Дауда и Мухаммада, осталась в Мавераннахре. Они кочевали от Нуратинских гор до Хорезма. Вторая группировка оказалась в районе Балханских гор, в западном Прикаспии[что?] и в Северном Хорасане. Третья группировка попала в области Гургана, Рея и Исфахана, в северо-западном Иране.
В 1030-х годах сельджуки получили на вассальных условиях от Газневидов земли в Хорасане, но вскоре восстали против них и в 1040 году одержали над ними победу при Данданакане на территории современного Туркменистана. Между 1040 и 1050 годами сельджуки во главе с Тогрул-беком (1038—1063) захватили земли Хорезма, почти весь Иран и Курдистан. В 1055 году был захвачен Багдад и весь Ирак. При Алп-Арслане (1063—1072) была завоёвана Армения (1064) и одержана победа над византийцами при Манцикерте в 1071 году. Между 1071 и 1081 годами была завоёвана Малая Азия и некоторые другие территории. Своего наибольшего политического могущества государство сельджуков достигло при султане Мелик-шахе (1072—1092). При нём были подчинены Грузия и Караханидское государство в Средней Азии.
Должность везира — средневекового «премьер-министра» — была самой высокой в империи Сельджукидов. Везир играл большую роль не только в делах внутреннего управления, но и проведении внешней политики государства. Самым выдающимся сельджукским везиром был Абу Али Хасан ибн Али ат-Туси (1017—1092), носивший почётный титул Низам ал-Мульк («Устроитель державы»). Эту важнейшую государственную должность в течение двадцати лет он занимал и в царствование Мелик-шаха. Низам ал-Мульк многое сделал для упорядочения и стабилизации бюрократического аппарата империи. К концу его почти тридцатилетней государственной деятельности завершился в основном процесс формирования сложной и разветвлённой системы управления огромной империей.
Военно-кочевая знать огузо-туркменских и других тюркских племён проявляла центробежные стремления, а иранская гражданская бюрократия была заинтересована в существовании сильной центральной султанской власти. При Мелик-шахе продолжался процесс феодального дробления. Были образованы султанаты, в которых правили ветви династии Сельджукидов, лишь номинально зависимые от центральной власти («Великого Сельджука»):
- Керманский султанат (1041—1187),
- Конийский султанат (Румский) (1077—1307),
- Сирийский султанат (1094—1117)[20].

После первого крестового похода (1096—1099) сельджуки потеряли Палестину, Сирию, прибрежные области Малой Азии и Грузию. После смерти Мелик-шаха феодальные междоусобия осложнились движением исмаилитов. В 1118 году государство сельджуков было разделено между сыновьями Мелик-шаха: Санджаром и Махмудом. Первому достались восточные области со столицей в Мерве, а второму — западный Иран и Ирак (так называемый Иракский Сельджукский султанат, 1118—1194). Санджар (1118—1157) вёл борьбу с крупными окраинными феодалами, добивавшимися самостоятельности.
Разгром сельджукидов каракитаями в 1141 году в битве в Катванской степи привёл к окончательному распаду их государства и потере политических позиций в Средней Азии. Потерпев поражение от каракитаев, Санджар утратил верховную власть над Средней Азией (1141).
В 1153 огузы разграбили Мерв, Нишапур, Туе и другие города Хорасана. После смерти Санджара (1157) власть «Великих Сельджукидов» в Хорасане прекратилась. Тридцатилетние феодальные междоусобия с Хорезмшахами привели к тому, что сельджуки потеряли Хорасан, Керман и западный Иран. У Сельджукидов сохранился лишь Конийский султанат.

## Династия Сельджукидов
Сельджукиды — тюркская династия.
Ветви Сельджуков (или Сельджукидов):
1. Главная — потомки Мелик-шаха — царствовавшая в центре и на востоке государства, но постепенно уступавшая свою территорию атабекам; султаны: руководимые своей матерью Туркан-хатун Махмуд (1092—1094), его брат Баркиярок (1092—1104) и его сын Мелик-шах II (1105), третий брат — Мохаммед I (1105—1118) и его дети Махмуд II (1118—1131), Тогрул II (1131—1134) и Масуд (1134—1152), оттеснённые 4-м сыном Мелик-шаха I — Санджаром Хорасанским (1097, 1119—1157); далее ряд султанов, ставимых волей атабеков: Мелик-шах III (1152—1153), Мохаммед II (1153—1160), Солейман-шах (1160), Арслан ибн-Тогрул (1160—1177), Тогрул III ибн-Арслан (1177—1194), низвергнутый Пехлеванидами; в Хорасане племянник Санджара, Махмуд ибн-Мохаммед (1157—1162), был свергнут и ослеплён эмиром Моайядом.
2. Керманская — потомство Алп-Арсланова брата Кавурда (убит, за восстание, в 1074 году) и его сына Туран-шаха I, пользовавшегося значительной зависимостью ещё при Мелик-шахе I. Миролюбивые государи этой ветви доставили Керману покой до 1170 года, но затем здесь начались междоусобия, и в 1198 году Керманом завладели хорезмийцы.
3. Сирийско-месопотамская — потомки Тутуша Дамасского (убит 1095), верного брата Мелик-шаха, но врага Баркиярова. Междоусобия детей Тутуша — Рыдвана Халебского (ум. в 1114 г.) и Докака Дамасского (ум. в 1128 году) — погубили династию и позволили мелким эмирам приобрести полную самостоятельность.
4. Малоазийская (иначе Иконийская) — потомки Кутулмыша (двоюродного брата Тогрул-бека) и его сына Сулеймана (1081—1086): Кылыдж-Арслан I (1092—1107); его сын, воевавший с Барбаруссой, Кутбеддин (1190), Гияседдин Кейхосров I (1164—1211), погибший в войне с Феодором Ласкарисом; временно его изгнавший Рукнеддин Сулейман (до 1204 г.); победитель Ласкариса и императора Алексея Кейкаус (1211—1219); соперник Мелика-Ашрафа и Камиля Кейкобад (1219—1234); подчинившийся монголам Кейхосров II (1237—1244). Его враждующие дети — раболепный перед монголами Иззеддин (до 1262 года) и Рукнеддин (до 1265) — утверждались монголами то одновременно, то попеременно. Сын Рукнеддина Кейхосров III (1265—1284) умерщвлён при ильханиде Аргуне, а сын Иззедина, последний Сельджукид — Масуд II, погиб в нищете около 1309; по другим известиям, он смещён ханом Газаном в 1295 году, а в 1297 году Конийский султанат передан Алаэддину II Кейкобаду III, судьба которого совсем неизвестна.

## Галерея

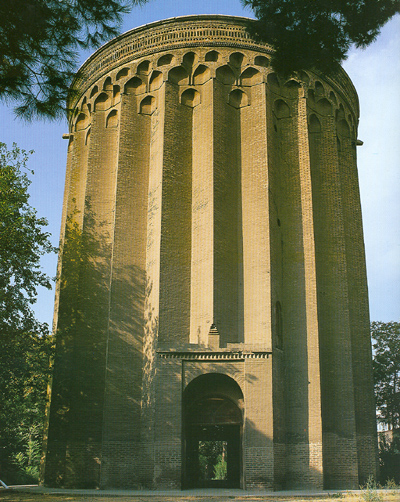
Башня Тогрула, памятник XII в.
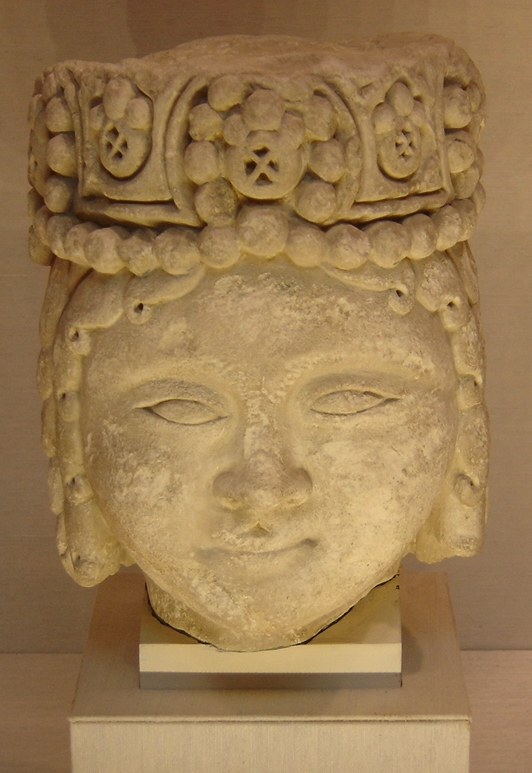
Голова мужской царской фигуры, XII–XIII века, найдена в Иране
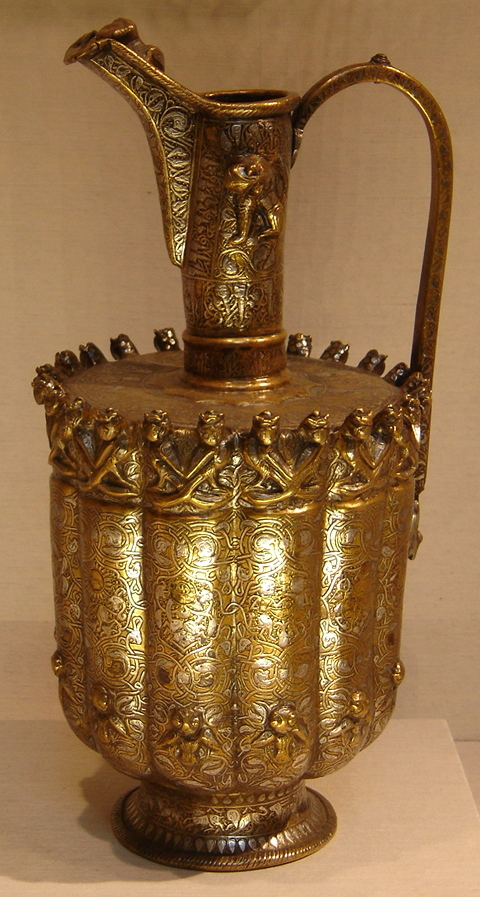
Искусство эпохи сельджуков: кувшин из Герата, датированный 1180—1210 гг. Британский музей
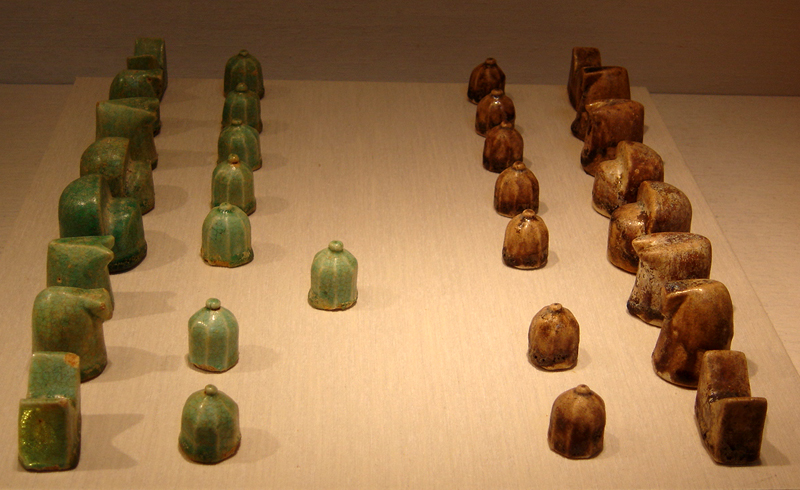
Набор для игры в шатрандж (фриттовый фарфор). Иран, XII век. Из коллекции Метрополитен-музей